# Mdina
Mdina (maltesiska: L-Imdina) eller den "Tysta staden" är en ort och kommun i republiken Malta. Det är den gamla huvudstaden på Malta och är en medeltida stad med många små smala gränder. Fenicierna var de som först befäste staden omkring 1000 f.Kr. När Johanniterorden blev tilldelad Malta av Spanien 1530 ansåg de att staden var oländigt belägen och utan hamn. De bytte då huvudstad till Birgu.
Vid stadens enda torg finns en katedral.